# Plegaderus sayi
Plegaderus sayi är en skalbaggsart som beskrevs av Sylvain Auguste de Marseul 1856. Plegaderus sayi ingår i släktet Plegaderus och familjen stumpbaggar. Inga underarter finns listade i Catalogue of Life.